# Capela do Anjo da Guarda (Pitões das Júnias)
A Capela do Anjo da Guarda é uma capela portuguesa localizada na freguesia de Pitões das Júnias, Município de Montalegre e Distrito de Vila Real.
Esta capela foi edificada no cimo de uma serra a mais de 1132 metros de altitude.